# فرانز فون هولزهاوزن
فرانز فون هولزهاوزن (بالإنجليزية:Franz von Holzhausen) (من مواليد 10 مايو 1968) هو مصمم سيارات منذ عام 2008, كان مسؤولاً عن التصميم في تسلا موتورز.  قام بتصميم تيسلا طراز إس وتسلا مودل 3 وتيسلا موديل إكس وتيسلا مودل واي وسايبر تراك وسيمي وتيسلا رودستار التي تم كشف النقاب عنها ولكن لم يتم إصدارها بعد. قبل انضمامه إلى تيسلا, عمل في مجال التصميم في مازدا و جنرال موتورز و فولكس فاجين.

## حياة مهنية
في عام 1992, بدأ هولزهاوزن مسيرته المهنية مع فولكس فاجن, حيث عمل على تصميمات ميكروباص ومشروع مفهوم بيتل الجديد, المعروف باسم «كونسبت وان», تحت قيادة التصميم جي مايس.
في عام 2000, انتقل إلى جنرال موتورز كمدير تصميم حيث عمل في Saturn Sky و Pontiac Solstice.
في عام 2005, تولى دورًا في مازدا, حيث كان رئيس قسم التصميم.  قاد تصاميم سيارة Mazda Kabura الاختبارية التي ظهرت لأول مرة في معرض أمريكا الشمالية الدولي للسيارات 2006 وسيارة مازدا فوراي الاختبارية التي تم كشف النقاب عنها في معرض أمريكا الشمالية الدولي للسيارات 2008, كلاهما في ديترويت.
في عام 2008, ذهب للعمل في تسلا. وهو معروف بتصميم سيارات تيسلا, بما في ذلك الموديل S, الموديل 3, الموديل X, الموديل Y, وسيارة سايبر تراك, سيمي, والجيل الثاني من تسلا رودستر التي تم كشف النقاب عنها ولكن لم يتم إصدارها بعد.

## الحياة الشخصية
تزوج فرانز فون هولزهاوزن من فيكي فون هولزهاوزن, المصممة التي تدير «فون هولزهاوزن»تركز علامة الأزياء على المنتجات الجلدية النباتية المصنوعة من مواد نباتية.